# Engelberto Frías
Engelberto Frías Morán (La Ligua, 31 de enero de 1916 - Santiago, 17 de junio de 2004) fue un político chileno, diputado de la República entre los años 1969 y 1973.

## Biografía
Luis Engelberto Raimundo Frías Morán, o simplemente Engelberto Frías como se conoció en política, nació en La Ligua el 31 de enero de 1916. Es el segundo hijo del matrimonio de Carlos Frías Castro y Guillermina Morán Gost. Contrajo matrimonio con Edith Cabrera Muñoz, con quien tuvo 5 hijos.
Realizó sus estudios escolares en el Instituto Nacional y posteriormente en la Academia de Humanidades. Egresó de abogado de la Universidad de Chile.
Ejerció importantes cargos en Polla Gol e INDAP.
Fue Gobernador de Distrito del Club de Leones. Destacó además como socio del Club de la Unión, del Club Deportivo Universidad Católica y del Club Domingo Fernández Concha.
Falleció el 17 de junio de 2004.

## Política
Durante el período de 1969 a 1973 fue elegido diputado por la Séptima Agrupación Departamental de Santiago (Primer Distrito), en representación del Partido Nacional (PN).
Durante los años 1980 participó activamente en el área editorial del periódico chileno Fortín Mapocho.
En los años 80 militó en el Partido Republicano (PRep). Posteriormente se integró al desaparecido Partido Alianza de Centro (PAC).

## Honores póstumos
El día 20 de julio del año 2004 recibió especiales honores en el Senado de la República.

## Historial electoral

### Elecciones parlamentarias de 1969
- Elecciones parlamentarias de 1969 para la 7ª Agrupación Departamental, Santiago.[4]

(Se consideran sólo diez primeras mayorías, sobre 18 diputados electos)

### Elecciones parlamentarias de 1973
- Elecciones parlamentarias de 1973 para la 7ª Agrupación Departamental, Santiago.[5]